# Chondrosteidae
Chondrosteidae (лат.) — семейство вымерших лучепёрых рыб из отряда осетрообразных. Жили в триасовом и юрском периодах.

## Описание
Это были рыбы среднего или большого размера (от 0,5 до 3 метров). Они имели неуклюжее, массивное тело, по сравнению с современными осетровыми. Голова была широкая, рострум удлинённый. Рот нижний. Спинной, брюшные и анальный плавники расположены в задней половине тела, анальный плавник находился по диагонали позади спинного плавника.

## Классификация
Известно два рода, бесспорно относящихся к этому семейству: это Chondrosteus из нижней юры Европы и Strongylosteus из нижнего мела Центральной Азии. Кроме того, к семейству, возможно, относится пятиметровый Gyrosteus из юры Англии.